# Machine 15
Machine 15 è un album dei Millencolin uscito il 7 aprile 2008 in Europa.

## Il disco
Il mercato Australiano verrà favorito come già successo in passato facendo uscire l'album con qualche settimana in anticipo rispetto al mercato Europeo il 22 marzo 2008; nel mercato USA l'album verrà messo in commercio il 6 maggio 2008, mentre il 21 maggio 2008 in Giappone.

Le registrazioni iniziano venerdì 26 ottobre del 2007 presso il Sound Lab Studios ad Örebro in Svezia. Ancora una volta decidono di lavorare con Lou Giordano (produttore anche per l'album Home From Home). Il mix audio inizia il 28 novembre a Berlino sotto la supervisione di Lou e Michael Ilbert presso l'Hansa Studios. Il 15 dicembre inizia il mastering del disco presso lo Sterling Sound a New York da George Marino. Il primo singolo è "Detox" per il quale è stato prodotto un videoclip. Il gruppo ha registrato parte del disco con la Svenska Kammarorkestern (Orchestra musicale) di Örebro.
L'uscita di questo album segue di 15 anni la formazione del gruppo nell'ottobre del 1992, da qui il nome dell'album. Questo viene spiegato nella canzone dell'album "Machine 15" dove si possono trovare riferimenti a canzoni precedenti e ripetendo più volte all'interno della canzone "the machine is turning 15", "la macchina (intesa come il gruppo) ha ora 15 anni".
(Millencolin, Machine 15)
Il 17 aprile l'album entra al nono posto nella classifica svedese degli album.

## Tracce
1. Machine 15 – 2:29
2. Done is Done – 3:50
3. Detox – 3:37
4. Vicious Circle – 4:11
5. Broken World – 3:08
6. Come On – 3:29
7. Centerpiece – 0:11
8. Who's Laughing Now – 3:07
9. Brand New Game – 3:28
10. Ducks & Drakes – 3:18
11. Turnkey Paradise – 3:15
12. Route One – 3:31
13. Danger for Stranger – 2:59
14. Saved By Hell – 3:38
15. End Piece – 1:32

## Formazione
- Nikola Sarcevic - basso e voce
- Erik Ohlsson - chitarra
- Mathias Färm - chitarra
- Frederik Larzon - batteria